# アレホ・カルペンティエル
アレホ・カルペンティエル（アレッホ・カルペンティエール、Alejo Carpentier y Valmont, 1904年12月26日 - 1980年4月24日）はキューバのジャーナリスト、小説家、音楽評論家。20世紀のラテンアメリカ文学に大きな影響を与えた。

## 生涯
1904年、スイスのローザンヌに生まれる（長い間、彼の出生直後に転居したハバナ生まれと思われていたが、彼の死後に出生証明書がスイスで発見された）。母はロシア語の教授、父はフランスの建築家だった。12歳時にパリへ転居し、音楽理論に傾倒した。キューバ帰国後はハバナ大学で建築学を学んだ。やがて左翼派のジャーナリストになり、独裁者ヘラルド・マチャードを非難し投獄され若干の刑期を過ごす。
1928年にフランスに亡命、アンドレ・ブルトン、ポール・エリュアール、ルイ・アラゴン、ジャック・プレヴェール、アントナン・アルトーらシュールレアリスムの作家たちと交友。1933年、処女作『エクエ・ヤンバ・オ』を刊行。フランス滞在時にスペインを度々訪問し、バロック文化に対する興味を高めた。帰国後はジャーナリストとして活躍。ブードゥー教の儀式に出席し、アフロ・キューバン主義に関心を持った。パリ滞在中には画家の藤田嗣治と親交を結び、1931年に藤田夫妻をキューバに招待。その際、藤田は盗難に会うが、作品を描き、チャリティーを行なって旅費を稼いだといわれている。
1943年に演出家ルイ・ジューヴェとともにハイチを訪れ、19世紀の黒人王アンリ・クリストフの建てたシタデル・ラ・フェリエールの砦とサン＝スーシ宮殿を見学。このときオスヴァルト・シュペングラーの著作を読み、その循環史観から『この世の王国』（1949年）の着想を得た。1945年からフルヘンシオ・バティスタ独裁政権の干渉を受けてベネズエラに在住。キューバ革命後の1959年に帰国し、フィデル・カストロ政権の元、文化活動のリーダーとして大御所的存在となる。1968年以降、文化担当官としてパリに在住。1978年にはスペイン語圏最高の文学賞であるセルバンテス賞を受賞。1980年4月24日にパリで逝去。2000年にキューバで彼の名を冠したカルペンティエル文学賞が創設された。

## 作品
魔術的リアリズムの旗手として、ハイチの黒人奴隷の反乱（ハイチ革命）を描いた『この世の王国』（1949年）や、近代から未開へと時間が逆行する不思議な音楽家の旅を描いた『失われた足跡』（1953年）で世界的な名声を得る。このほか、『光の世紀』（1962年）、『バロック協奏曲』（1974年）、『春の祭典』（1978年）、『ハープと影』（1979年）など多くの作品を残し、ホルヘ・ルイス・ボルヘス、ミゲル・アンヘル・アストゥリアスらと並ぶ現代ラテンアメリカ文学の先駆的な役割を果たした。アフロ・キューバン・ジャズほかラテン音楽への造詣も深くエッセイ集も刊行。

## 著作
長篇小説
- 『エクエ・ヤンバ・オ』 ¡Écue-Yamba-O!（1933）
- 『この世の王国』 El reino de este mundo（1949）
- 『失われた足跡』 Los pasos perdidos（1953）
- 『追跡』 El acoso（1956)
- 『光の世紀』 El siglo de las luces（1962）
- 『バロック協奏曲』 Concierto barroco（1974）
- 『方法異説』 El recurso del método（1974)
- 『春の祭典』 La consagración de la primavera（1978）
- 『ハープと影』 El arpa y la sombra（1979）

評論
- 『キューバの音楽』 La música en Cuba（1946）
- Tristán e Isolda en tierra firme (1949)
- Literatura y conciencia en América Latina (1969)
- La ciudad de las columnas (1970)
- América Latina en su música (1975)
- Razón de ser (1976)
- Afirmación literaria americanista (1979)
- El adjetivo y sus arrugas (1980)
- El músico que llevo dentro (1980)
- Conferencias (1987)

### 日本語訳
- 『この世の王国』（神代修訳、創土社、1974年）- グーテンベルク21（電子書籍、2024年）で再刊
- 『時との戦い』（鼓直訳、国書刊行会、1977年）、短篇集（4作品）
  - 『時との戦い』（鼓直・寺尾隆吉訳、水声社 フィクションのエル・ドラード、2020年）、寺尾訳の短編4編を増補
- 『失われた足跡　時との戦い』（牛島信明訳 / 鼓直訳、集英社 ラテンアメリカの文学3、1978年）
  - 『失われた足跡』（牛島信明訳、集英社文庫、1994年 / 岩波文庫、2014年）
- 『バロック協奏曲』(鼓直訳、サンリオ文庫、1979年）/ 水声社 フィクションのエル・ドラード、2017年
- 『ハープと影』（牛島信明訳、新潮社 新潮・現代世界の文学、1984年）
- 『この世の王国』（木村栄一・平田渡訳、サンリオ文庫、1985年）/ 水声社 叢書アンデスの風、1992年
- 『光の世紀』（杉浦勉訳、書肆風の薔薇(水声社)、1990年）
- 『追跡』（杉浦勉訳、水声社 叢書アンデスの風、1993年）
- 『春の祭典』（柳原孝敦訳、国書刊行会、文学の冒険、2001年）
- 『エクエ・ヤンバ・オー』（平田渡訳、関西大学出版部、2002年）/ 水声社、叢書フィクションの楽しみ、2021年
- 『方法異説』（寺尾隆吉訳、水声社 フィクションのエル・ドラード、2016年）